# Зграда Шумске секције
Зграда Шумске секције је грађевина која је саграђена током Народноослободилачке борбе народа Југославије. С обзиром да представља значајну историјску грађевину, проглашена је непокретним културним добром Републике Србије. Налази се у Огару, под заштитом је Завода за заштиту споменика културе Сремска Митровица.

## Историја
Зграда шумске секције у Огару је место где је одржан први војно-политички курс на ослобођеној територији Војводине. Било је веома тешко пронаћи људе који су имали опште војно образовање и стечено искуство из Народноослободилачких борби народа Југославије јер је главнина партизанских јединица из Срема отишла у Босну. Упркос томе већина полазника ове прве војне школе у Срему се касније налазила на значајним положајима у народноослободилачкој војсци. У централни регистар је уписана 27. децембра 1999. под бројем СК 1579, а у регистар Завода за заштиту споменика културе Сремска Митровица 6. децембра 1999. под бројем СК 144.